# Список объектов всемирного наследия ЮНЕСКО на Сент-Китсе и Невисе
В спи́ске объе́ктов Всеми́рного насле́дия ЮНЕ́СКО на Сент-Китсе и Невисе значится 1 наименование (на 2010 год), это составляет 0,1 % от общего числа (1248 на 2025 год). Объект включен в список по культурным критериям.
Кроме этого, по состоянию на 2010 год, 2 объекта на территории государства находятся в числе кандидатов на включение в список всемирного наследия. Объект на территории Сент-Китса и Невиса был занесён в список в 1999 году на 23-й сессии Комитета всемирного наследия ЮНЕСКО.

## Список
| # | Изображение | Название                                                                       | Местоположение | Время создания | Год внесения в список | №   | Критерии |
| - | ----------- | ------------------------------------------------------------------------------ | -------------- | -------------- | --------------------- | --- | -------- |
| 1 |             | Национальный парк Крепость Бримстон-Хилл Brimstone Hill Fortress National Park | Сент-Китс      | 1782           | 1999                  | 910 | iii, iv  |

## Предварительный список
В таблице объекты расположены в порядке их добавления в предварительный список.
| # | Изображение | Название                                               | Местоположение | Время создания | Год внесения в предварительный список | №    | Критерии |
| - | ----------- | ------------------------------------------------------ | -------------- | -------------- | ------------------------------------- | ---- | -------- |
| 1 |             | Исторический район Бастера Historic zone of Basseterre | Сент-Китс      | 1627           | 1998                                  | 1116 | ?        |
| 2 |             | Чарлстаун City of Charlestown                          | Невис          | 1660           | 1998                                  | 1117 | ?        |